# Billie Holiday
Billie Holiday (születési neve: Eleanora Fagan Gough) Philadelphia, Pennsylvania, 1915. április 7. – New York, 1959. július 17.) az első híres dzsesszénekesnő, aki hangjával visszaadta a klasszikus blues erejét, amivel mindenkihez szólt. Hozzá hasonló jelentős személyiség a bluesban talán csak Bessie Smith és Ma Rainey volt.

## Nehéz kezdet
Édesapja, Clarence Holiday jazzgitáros és bendzsójátékos volt. Családját magára hagyta, mikor megszületett Billie, édesanyjával (Sadie Fagan-nel) pedig sosem házasodtak össze.
1927-ben édesanyjával New Jerseybe költöztek, majd közvetlenül utána Brooklynba.
Itt kezdetben anyjának segített munkájában, majd másodállásban prostituált lett.
Az 1930–31 közötti időszakban New Yorkban énekelt különféle bárokban. John Hammond producer fedezte fel. Miután a Columbia Studiosnál rögzítette demóját, csatlakozott  Benny Goodman együtteséhez. A bemutatkozást 1933-ban a Your Mother's Son-In-Law című dal jelentette.

## Az Apollo Theather és a Count Basie's Orchestra
1935-ben fellépett végre az Apollo Theather-ben (Apollo Színház) is.
1936-ban a Jimmie Lunceford és Fletcher Henderson vezette zenekarokkal turnézott.
1937-ben több számot is felvett John Hammond új felfedezettjeivel, a Count Basie Orchestra-val. (Ekkor dolgozott együtt az a triász, mely a 30'-as évek utolsó felének legkiemelkedőbb felvételeit hozta létre, Lester Young és Buck Clyaton.)
1937-ben turnézni indult a Basie-vel és Jimmy Rushing-gal. Az együttműködés kevesebb mint egy évig állt fenn, hiszen kidobták az együttesből temperamentumos viselkedése és megbízhatatlansága folytán. Nagyon hamar csatlakozott Artie Shaw népszerű zenekarához 1938-ban, azonban ugyanilyen hamar ott is hagyta a zenekart.

## A Strange Fruit
Döntése később visszaigazolódott, hiszen a régóta vágyott szabadságot megkapta az új, divatos Café Society nevű klubban. Itt kerül repertoárjába a karrierjét új fokra emelő dal, a Strange Fruit (Lewis Allen dala).
John Hammond visszautasította a dal felvételét, ha nem is politikai mondanivalója miatt, de csípős ábrázolásmódja folytán mindenképp. Végül a Commodore lemezkiadó vállalta fel a feladatot, melynek tulajdonosa Milt Gabler volt, egy dzsesszlemez bolt tulajdonosa.

## God Bless the Child és a 40'-es évek

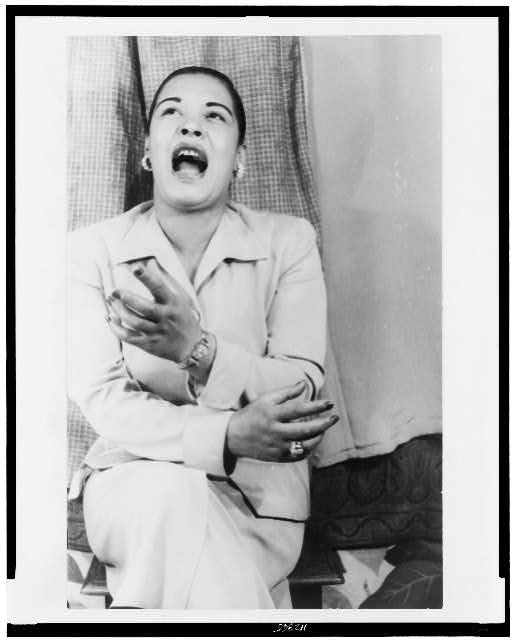
Billie Holiday, Carl Van Vechten felvétele, 1949

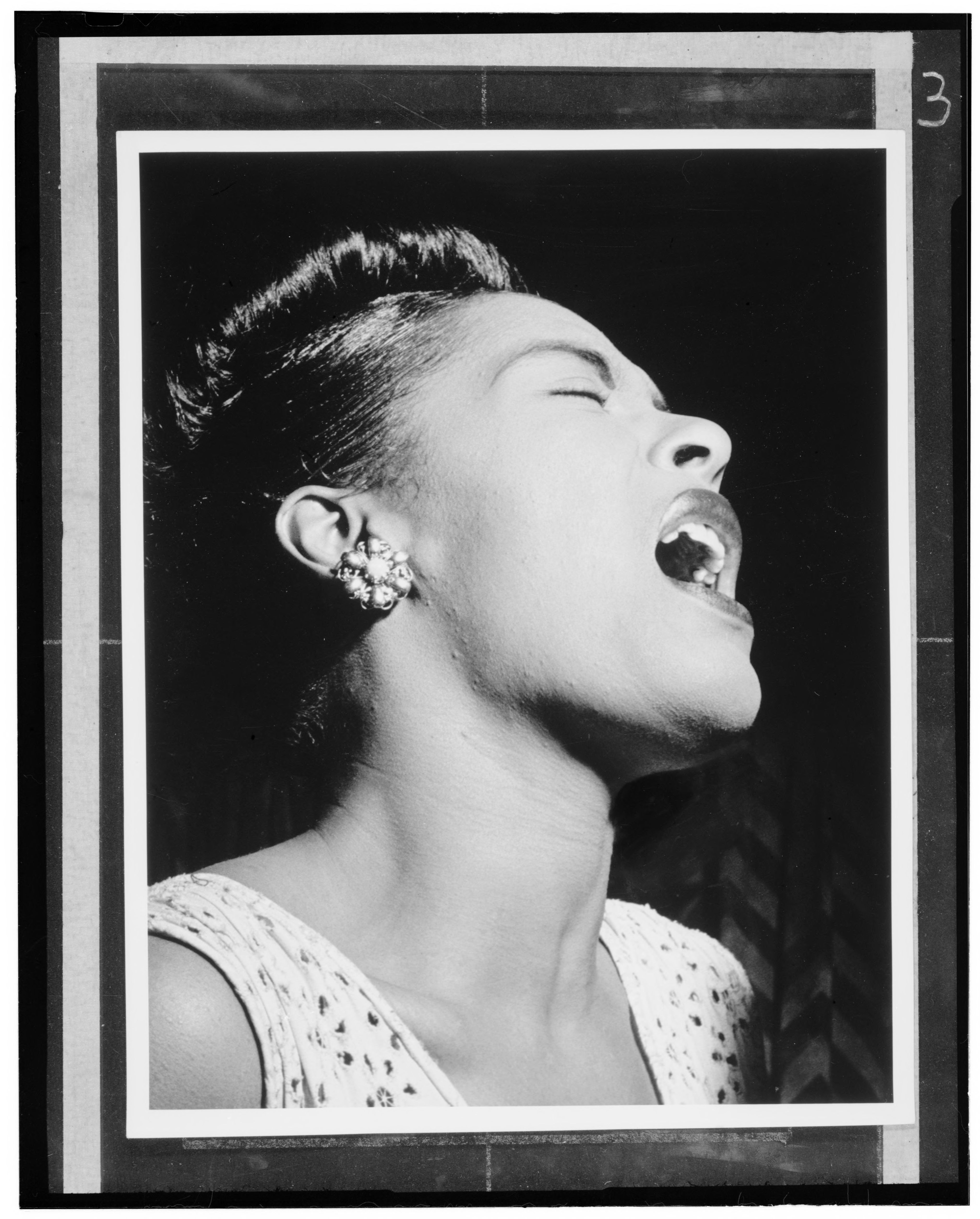
William P. Gottlieb felvétele, 1947

Billie 1942-ig tartozott a Columbia Records lemezkiadóhoz (legjelentősebb felvétele ekkor az 1941-es saját szerzemény, a „God Bless the Child”"). Gabler segítette a Decca Recordshoz kiadóhoz 1944-ben, hogy rögzíthesse a "Lover Man"-t. A 40'-es évek hátralévő részében több felvételt is készített a Decca-nak (ld. Bessie Smith „Tain't Nobody's Business If I Do”, „Them There Eyes” és „Crazy He Calls Me”).
Bár karrierje szárnyalt, Billie érzelmi mélypontra érkezett az 1940-es évek közepén függőségei következtében. Ekkor esett túl első, hirtelen és rövid házasságán Johnnie Monroe-val, majd másodjára egy trombitással, Joe Guy-jal kötötte össze életét.
A New York-i Town Hall-ban történt felejthetetlen fellépés ellenére, és egy rövid (1947-es) filmszerep ellenére Louis Armstronggal New Orleansban, szinte egész vagyonát elvesztette a Joe Guy-jal működő saját zenekarába fektetve.
1947-ben letartóztatták heroin birtoklásáért és nyolc hónap börtönre ítélték.
Szabadulása után már nem engedték a kabarék világának közelébe. Ekkor találkozott a felvételek során Oscar Peterson-nal, Harry Edison-nal és Ben Websterrel.

## Lady Sings the Blues
1954-ben Európában turnézott, majd az 1956-os önéletrajza még népszerűbbé tette (Lady Sings the Blues).
Utolsó meghatározó fellépése 1957-ben történt a CBS televízió a The Sound of Jazz-ben Webster, Lester Young és Coleman Hawkins kíséretében.
1958-ban rögzítette a Lady in Satin LP-t majd Európában lépett fel még kétszer.
1959 májusában összeesett szív-és májműködési zavarok miatt. Július 17-én meghalt. Végleg feladta a küzdelmet a heroinnal és beteg szívével szemben.

## Újra kiadott felvételek
A digitális kornak köszönhetően Holiday összes felvételét újra kiadta a Columbia (The Quintessential Billie Holiday), a Decca (The Complete Decca Recordings) és a Verve (The Complete Billie Holiday on Verve 1945–1959).